# مرزهای دانش
برنامه رادیویی مرزهای دانش برنامه‌ای رادیویی بود که سال ۱۳۳۸ با سرپرستی محمد محیط طباطبایی آغاز شد. تعداد گفتارهایی که خود او در برنامه مرزهای دانش ایراد کرد بیش از ۴۵۰ مورد بود. این مجموعه در آرشیو مرکزی صدا و سیما نگه‌داری می‌شود و برای ثبت در یونسکو سال ۱۳۹۷ در فهرست ملی حافظه جهانی قرار گرفت.
برنامه حافظه جهانی یونسکو که با نام میراث مستند جهانی یونسکو نیز شناخته می‌شود، برنامه‌ای است که یونسکو از سال ۱۹۹۲ به دنبال افزایش آگاهی نسبت به خطراتی که میراث مستند جهانی را تهدید می‌کند.

## تاریخچه
مجموعه رادیویی «مرزهای دانش» در سال ۱۳۳۸ در رادیو ایران با سرپرستی محیط طباطبایی شکل گرفت و تا یک سال بعد از پیروزی انقلاب اسلامی تداوم داشت.

## موضوع
وی در این برنامه از استادان و دانشمندان و پژوهشگران دعوت می‌کرد که دربارهٔ موضوعی ویژه سخنرانی کنند. سخنرانی‌های مورد نظر، در سراسر ایران، با زبانی ساده، روان و شیرین پخش می‌شد. عباس زریاب خویی و نوش‌آفرین انصاری از جمله پژوهشگران این برنامه بودند.
موضوعات این مجموعه عبارتند از: روابط تاریخی ایران و چین، مثنوی موش و گربه عبید زاکانی، فرهنگ و عصر تیموری، تربیت معلم، مرثیه سرایی از انواع سخن پارسی، زبان فارسی در مدارس ترکیه و…. این برنامه نقش مهمی در ترویج علم در بین همه طبقات و قشرها مردم داشت.